# Guerra de sucesión de Luneburgo
La guerra de sucesión de Luneburgo  (en alemán: Lüneburger Erbfolgekrieg)  fue un conflicto dinástico por la sucesión del pequeño principado de Luneburgo que estalló en 1370 en el norte de Alemania y duró, con interrupciones, 18 años. Luneburgo era una escisión surgida en 1269 del ducado de Brunswick-Luneburgo, desde entonces gobernado por una rama de la casa de Welf. Después de que Guillermo II de Luneburgo muriera sin herederos varones en 1369, la «Casa Vieja de Luneburgo» se extinguió. De acuerdo con las normas de herencia de los welfos, su yerno, el duque de Brunswick, Magnus II Torquatus, tenía derecho a sucederle. Sin embargo, el emperador Carlos IV dictaminó que ese feudo imperial debía ser reintegrado en el Imperio y decidió enfeudaurlo a otros miembros de la casa de Ascania, a Alberto de Sajonia-Wittenberg y a su tío Wenceslao. Ese fue el desencadenante de la guerra.
La ciudad de Luneburgo apoyó a los Wittenberg, aprovechando la oportunidad para escapar del señorío inmediato del duque; el 1 de febrero de 1371 destruyó el castillo ducal en Kalkberg. Esto obligó al duque a trasladar su residencia a Celle. El 21 de octubre de 1371, día de Santa Úrsula, fracasaba un intento de derrotar militarmente a Luneburgo y restablecer los antiguos derechos ducales. Durante el conflicto militar de los años siguientes, ni los Brunswick ni los Wittenberg pudieron hacer valer sus derechos, y solo a través de la paz de Hannover en 1373 la guerra llegó a su fin, al menos de momento.
De conformidad con los acuerdos alcanzados en Hannover, la regencia se alternaría entre welfos y wittenbergs. El tratado se vio reforzado aún más por el matrimonio de los dos hijos mayores de Magnus Torquatus, Federico y Bernardo I, con las dos hijas de Wenceslao, así como el matrimonio de la viuda de Magnus con Alberto de Sajonia-Wittenberg. Pero Enrique, el hermano menor de Federico y Bernardo, rechazó los acuerdos y continuó la guerra. Después de la batalla de Winsen en 1388, cuando Wenceslao perdió la vida —posiblemente envenenado—, las hostilidades cesaron y el gobierno del Principado fue asumido por la Casa de Welf, de acuerdo con las disposiciones del Tratado de Hannover, que databa de 1374. En 1389, se concluyó un tratado final de herencia entre los welfos y los ascanios, se abolió el tratado de 1374 y finalmente se aseguró el principado para los welfos.

## Contexto

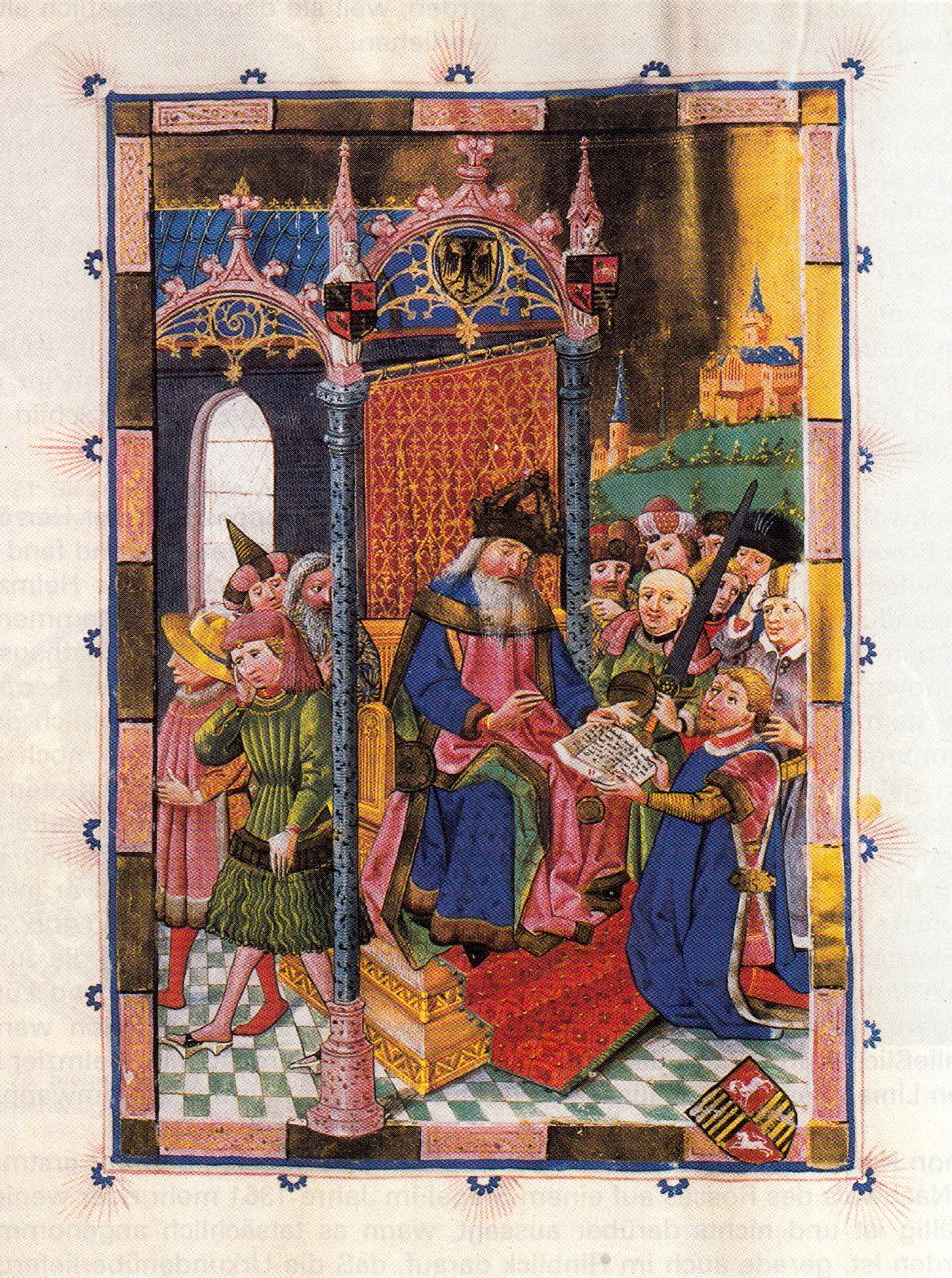
El emperador Carlos IV enfeudando a Alberto de Sajonia-Wittenberg con el Principado de Luneburgo. Ilustración de 1442 del Sachsenspiegelhandschrift de Luneburgo.

Los dos hijos del príncipe Otón II el Severo, Guillermo II y Otón III, lo sucedieron en 1330 y gobernaron juntos hasta la muerte de Otón, en 1352, que no dejó descendencia masculina. Guillermo II tampoco la tuvo, solo dos hijas. La mayor, Isabel, se casó con Otón de Sajonia-Wittemberg en 1339, un hijo menor del duque de Sajonia Rodolfo I, de quien tuvo un hijo, Alberto. Guillermo II parece que consideró un tiempo nombrar a su nieto heredero del principado de Luneburgo y que se habría acercado al  emperador Carlos IV para este asunto. (La evaluación de investigaciones anteriores que suponía que Guillermo habría apoyado originalmente el enfeudamiento a Alberto de Sajonia-Wittenberg, se considera infundada en investigaciones más recientes.)  
Pero  en 1350, después de la muerte de su yerno Otón, Guillermo II cambió de opinión temiendo la influencia sobre su nieto de un tío de Alberto, el príncipe elector Wenceslao de Sajonia. En 1355, dio a su segunda hija Matilde en matrimonio a su primo Luis, de otra rama de la casa de Brunswick, hijo menor de Magnus I de Brunswick-Wolfenbüttel y entonces heredero al trono en el Principado de Brunswick, al que nombró asimismo su heredero y sucesor en Luneburgo. En el caso de que Luis falleciera antes que él, Guillermo conservaba el derecho a elegir a un sucesor entre los hermanos de Luis. Esta decisión era coherente con la costumbre sucesoria de la Casa de Welf. Sin embargo, ese mismo Carlos IV declaraba Luneburgo como Eventualbelehnung, un feudo contingente hasta la muerte de Guillermo, y garantizaba la sucesión de Luneburgo a los duques ascanios de Wittenberg: a Alberto, a su tío Rodolfo —que moriría al poco— y a Wenceslao. Carlos IV rechazaba la ley de herencia femenina y consideraba que el feudo, a la muerte de Guillermo, debía regresar al Imperio. El nombramiento oficial de Guillermo para el ducado de Brunswick-Luneburgo en 1235, en el que se había asegurado la sucesión cognática, dio lugar a nuevas negociaciones entre el duque y el emperador, pero no llegaron a ninguna conclusión.
Y Luis murió en 1367. Entonces Guillermo eligió a uno de sus hermanos, Magnus II, el hermano mayor, como su sucesor y lo nombró corregente suyo ese mismo año. Cuando dos años después, el 23 de noviembre de 1369 murió Guillermo, Alberto de Sajonia-Wittenberg, apoyado por su tío Wenceslao, reclamó la herencia de Luneburgo contra Magnus II Torquatus, el hermano mayor de Luis. El emperador enfeudó al duque Alberto y a su tío Wenceslao. Esto precipitó el inicio de la guerra de sucesión de Lüneburg.

## Conflicto

### De la muerte de Guillermo a la noche de Santa Úrsula
Cuando Guillermo murió en 1369, Magnus estaba del lado danés en la guerra contra las ciudades costeras hanseáticas de Rostock, Lübeck, Wismar y Stralsund. Dado que Luneburgo tenía una estrecha conexión con esas ciudades a través de su membresía hanseática, comenzaron a desarrollarse las primeras tensiones con sus nuevos señores. Estas aumentaron cuando Magnus exigió la confiscación de los derechos de sal que eran propiedad de sus enemigos. En los meses siguientes, las tensiones se intensificaron. Magnus extorsionó a Luneburgo con grandes pagos de dinero, obligó a la ciudad a renunciar a sus privilegios y comenzó a fortalecer su ocupación del castillo en Kalkberg y sus fortificaciones. La iglesia del monasterio fue demolida parcialmente para tener un campo de tiro despejado sobre la ciudad. En marzo y junio el emperador Carlos IV hizo un llamamiento a Luneburgo para que rindiera homenaje a los duques de Wittenberg. En diciembre repitió esta exigencia acompañándola de la amenaza de fuertes sanciones. En enero de 1371, Luneburgo obtuvo una opinión legal, que confirmaba la obligación de Luneburgo, por lo que cumplieron rindiendo homenaje a Alberto de Sajonia-Wittenberg y a Wenceslao de Sajonia-Wittenberg. A cambio, los Wittenberg obtuvieron amplios privilegios para Luneburgo. Los duques confirmaron la soberanía de su corte, su derecho a administrar las salinas y a acuñar moneda. La ciudad también adquiría el Kalkberg y el asentamiento de los castellanos (Burgmannsiedlung) al pie de la colina, así como el derecho a supervisar el castillo ducal en el Kalkberg. A principios de febrero de 1370, la gente del pueblo de Luneburgo logró capturar el castillo, que todavía estaba ocupado por los soldados de Magnus.
Hannover, a su vez, también había decidido mientras tanto rendir homenaje de manera similar; luego de obtener una opinión legal, hicieron un juramento de homenaje. La ciudad recibió amplios privilegios y el derecho a menospreciar el castillo ducal de Lauenrode. Además de Luneburgo y Hanover, los señores de Mandelsloh, en particular, se pusieron del lado de los duques de Wittenberg. Las pequeñas ciudades y pueblos, así como la mayoría de la nobleza de Luneburgo, permanecieron, por otro lado, leales a Magnus. En octubre, Magnus logró reunir un ejército de 700 caballeros y escuderos en Celle.. En la Noche de Santa Úrsula, la noche del 20 al 21 de octubre, intentó capturar Luneburgo. Después de que las tropas ducales lograron escalar las murallas de la ciudad, hubo luchas en las calles entre la gente del pueblo de Luneburgo y los hombres del duque. La batalla fue interrumpida varias veces por negociaciones, pero continuó hasta la rendición de las tropas ducales. En la batalla murieron un total de 54 combatientes ducales y 27 miembros del pueblo, entre ellos varios alcaldes y maestros salineros. Algunos de los caballeros capturados fueron acusados de ser ladrones-barones, pero la mayoría fueron liberados por rescate.

### Reconciliación de Hannover (1373)
En los años siguientes, el campo de Luneburgo fue devastado por numerosas batallas y campañas. Estas, sin embargo, se debieron solo en parte al conflicto de sucesión; además, hubo incendios provocados sin sentido y saqueos por parte de los barones ladrones. Además de los ascanianos y los welfos, las ciudades y los príncipes extranjeros se involucraron cada vez más como aliados. Así Magnus entró en una alianza militar con el rey danés. En 1373, en una reunión especialmente organizada en Pirna, tuvo lugar un intento de mediación imperial. Sin embargo, dado que Magnus no apareció, se renovó la prohibición imperial contra él y la lucha continuó. El 25 de julio de 1373, el duque Magnus murió en una batalla en Leveste, en las montañas Deister. Después de su muerte, se acordó un tratado, la Reconciliación de Hannover, entre Wenceslao y su sobrino Alberto, por un lado, y la viuda de Magnus II y sus hijos, por el otro. Según el tratado, los estamentos del Principado debían rendir homenaje tanto a los welfos como a los ascanios, y las dos casas nobles gobernarían el estado alternativamente. Inicialmente, la tierra se entregaría a los dos ascanianos de Wittenberg, y después de su muerte pasaría a los hijos del caído duque Magnus II. Tras la muerte de estos, el gobierno del Principado volvería a los ascanianos. Para reforzar el acuerdo, en 1374 Alberto de Sajonia-Luneburgo se casó con Catalina, la viuda de Magnus II. Los dos hijos aún menores de edad también se casaron en 1386 con miembros de la casa ascania: Federico I de Brunswick-Luneburgo se casó con Ana de Sajonia-Wittenberg y Bernardo I de Brunswick-Luneburgo se casó con Margarita de Sajonia, ambas hijas de Wenceslao. El tratado también preveía la creación de un organismo estatutario que representara a los estamentos, que debía supervisar el tratado.

### Muerte de Wenceslao y renuncia al principado

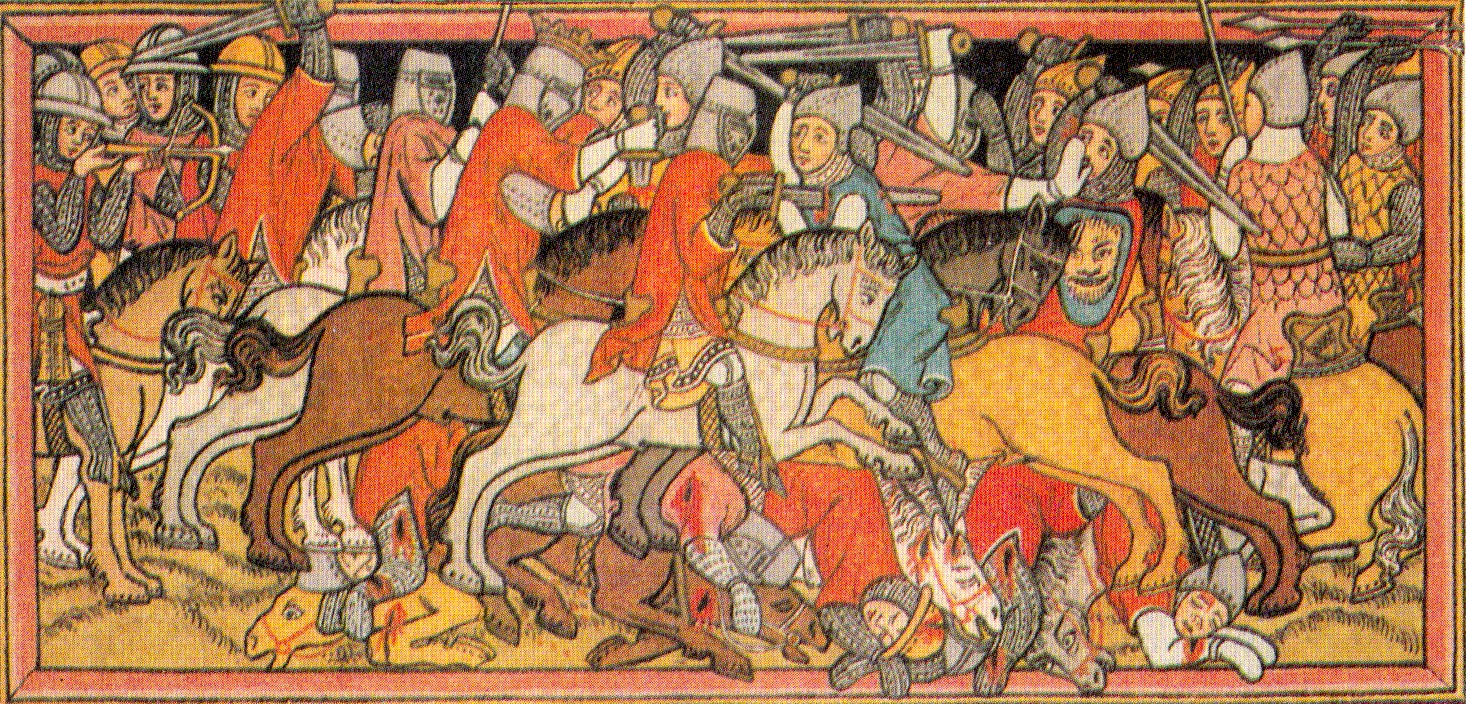
Al ganar la batalla en el Strietfield en Winsen en 1388, el duque Enrique I aseguró el principado para la Casa de Welf..

Al año siguiente, continuó la disputa entre la nobleza y el saqueo de los raubritter (caballeros ladrones). En 1385, el castillo de Ricklingen, donde residían los Mandelslohs, fue sitiado. Cuando una catapulta arrojó una piedra pesada sobre las tropas del duque Alberto, este mismo fue alcanzado, muriendo el 28 de junio de 1385. A raíz de su muerte, el elector Wenceslao nombró a Bernardo, su cuñado, como corregente involucrándolo en el gobierno. Pero su hermano menor, Enrique, no estuvo de acuerdo con esta decisión y, tras vanos intentos por llegar a un acuerdo, la lucha se reavivó en la primavera de 1388. El elector Wenceslao, sin la ayuda de Bernardo, tuvo que reunir un ejército apoyado por la ciudad de Luneburgo. Desde Winsen an der Aller, se quiso atacar Celle, que estaba en poder de Enrique y de su madre. Sin embargo, durante los preparativos, el elector Wenceslao enfermó gravemente —según la leyenda, envenenado— y murió poco después. Luneburgo continuó con los preparativos, formó una alianza con el obispo de Minden y el conde de Schaumburg y creó su propio ejército. El 28 de mayo de 1388 se inició la batalla en Winsen an der Aller, que terminó con la victoria de Enrique. Según las disposiciones del Tratado de Hannover del año 1373, tras la muerte de Wensceslao, el Principado pasó a la Casa de Welf. En 1389, se concluyó un acuerdo de herencia entre welfos y ascanios, se abolió el tratado de 1374 y finalmente se aseguró el Principado para los welfos.

## Consecuencias
Los welfos se habían asegurado el principado de Luneburgo para su casa, pero se habían endeudado mucho y habían empeñado la mayoría de sus castillos y propiedades ducales. Como resultado del desprecio del castillo en Kalkberg y la concesión de amplios privilegios, Luneburgo se aseguraba su independencia del duque, y en los siglos siguientes casi alcanzó la inmediatez imperial. La deuda de los welfos también condujo a la conclusión del Sate de Luneburgo, un tratado en el que los duques aseguraron a los estamentos (Landesstände) amplios privilegios y se sometían a su jurisdicción.